# 2022년 인플레이션 감축법
2022년 인플레이션 감축법(Inflation Reduction Act of 2022; IRA)는 연방 정부의 재정 적자 축소, 처방약 가격 인하, 청정에너지 확대, 국내 에너지 생산 투자 등을 목표로 제정된 미국의 연방법이다. 이 법은 제117대 미국 의회에서 통과되었으며, 2022년 8월 16일 조 바이든 대통령의 서명을 통해 공식적으로 법률로 제정되었다.
상원과 하원의 모든 민주당 의원은 이 법안에 찬성표를 던졌고, 모든 공화당 의원은 반대표를 던졌다.
이 법은 일반적으로 2022년과 2023년에 인플레이션을 감소시킨 것으로 여겨지지 않지만 하지만 일부 경제학자들은 이 법이 중장기적으로 인플레이션을 낮출 것이라고 예측한다.

## 폐지
도널드 트럼프 대통령이 대선 후보 당시부터 IRA 폐지를 공약했고 2025년 미국 공화당은 IRA의 전기차 세액공제(30D)를 2027년에 폐지하는 내용을 담은 세제 법안을 발의했다.